# Villeneuve-sous-Charigny
Villeneuve-sous-Charigny is een gemeente in het Franse departement Côte-d'Or in de regio Bourgogne-Franche-Comté en telt 96 inwoners (2009). De plaats maakt deel uit van het arrondissement Montbard.

## Geografie
De oppervlakte van Villeneuve-sous-Charigny bedraagt 3,3 km², de bevolkingsdichtheid is dus 29,1 inwoners per km².
De onderstaande kaart toont de ligging van Villeneuve-sous-Charigny met de belangrijkste infrastructuur en aangrenzende gemeenten.

## Demografie
Onderstaande figuur toont het verloop van het inwonertal (bron: INSEE-tellingen).